# Vanna Venturi House
Het Vanna Venturi House is een woonhuis uit 1964 in de Amerikaanse stad Philadelphia, ontworpen door Robert Venturi voor zijn moeder, Vanna Venturi. Het huis wordt gezien als een van de eerste gebouwen die ontworpen is in de postmodernistische stijl en heeft daarmee een grote impact gehad op de ontwikkeling van de architectuur van de tweede helft van de 20e eeuw. Architectuurcriticus Vincent Scully noemde het huis daarom "het grootste kleine gebouw van de 20e eeuw"

## Geschiedenis

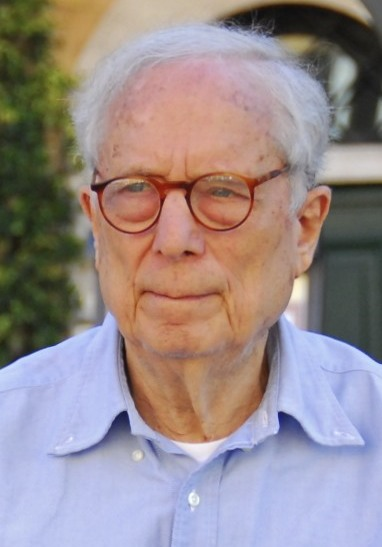
Robert Venturi in Rome in 2008

### Familie
Het huis werd gebouwd voor de moeder van Robert Venturi, Vanna Venturi (1893-1975). Vanna werd geboren in 1893 in Washington D.C. in een Italiaans immigrantengezin. Ook haar toekomstige man, Robert Venturi Senior, was van Italiaanse komaf, hij van de eerste generatie en zij van de tweede. Robert sr. arriveerde in 1890 op negenjarige leeftijd in Amerika, waar hij op zijn zestiende kostverdiener werd na het overlijden van zijn vader.
Vanna en Robert hebben elkaar voor het eerst ontmoet in Philadelphia en trouwden in 1924. Robert sr. werkte toentertijd als groenteman en Vanna als medewerker in het Wannamakers warenhuis. In 1925 werd hun eerste en enige zoon Robert Venturi Junior geboren. Beide ouders waren fervente architectuurliefhebbers en wilden niets liever voor hun enige zoon dan dat hij architect zou worden. Zijn ouders hadden dan ook veel architectonische meubels en boeken in huis en nodigden meermaals architecten uit om te komen eten.
De opvoeding die Robert Jr. van huis uit meekreeg was niet traditioneel. Vanna was een feminist, socialist, pacifist en Quaker. Ondanks dat ze op vroege leeftijd van de middelbare school afging en thuis les kreeg van haar ouders, was ze actief binnen de intelligentsia van Philadelphia, met een grote interesse in lezen over geschiedenis en architectuur. Ze hanteerde een vrij onorthodoxe opvoeding voor Robert jr.: zo ging hij niet naar een openbare basisschool toe, omdat zijn moeder het niet eens was met het in haar ogen patriottistische gedachtegoed van Amerikaanse scholen, zoals de Pledge of Allegiance. Vanna was overtuigd socialist en stemde dan ook meermaals voor Norman Thomas, de presidentskandidaat voor de Socialist Party of America.
Tijdens de zomervakantie bracht het gezin Venturi zijn tijd door in Arden, Delaware en in Rose Valley, Pennsylvania. Beide plaatsen hadden zomerkampen opgezet door Will Price, een architect met een voorliefde voor de arts-and-craftsbeweging en de economische ideeën van Henry George. In Rose Valley werden ook theatervoorstellingen bezocht door de familie Venturi, zoals stukken van George Bernard Shaw.
Robert jr. ging naar een middelbare school voor Quakers en studeerde uiteindelijk in 1947 cum laude af in de architectuur aan de universiteit van Princeton. Hij verbleef tussen 1954 en 1956 in Rome en begon daarna architectuurtheorie te onderwijzen aan de Universiteit van Pennsylvania. Aldaar ontmoette hij zijn toekomstige vrouw, Denise Scott Brown en werkte hij samen met Louis Kahn, bij wie hij later op zijn bureau zou werken. Verder heeft hij gewerkt bij de architectenbureaus van Eero Saarinen en Oscar Stonorov. Bij die laatste heeft hij meegeholpen met de bouw van het 'Cherokee Village' complex in de buurt van het Vanna Venturi House.

### Ontwerpgeschiedenis
De inmiddels 70 jaar oude Vanna was na het overlijden van haar man in 1959 op zoek gegaan naar een nieuw huis, dat met het geld van de erfenis betaald zou worden. Ze gaf de ontwerpopdracht aan haar zoon Robert, waarmee het zijn eerste opdracht werd als architect. Het programma van eisen was vrij bescheiden: het moest een klein huis worden, zonder garage en binnen een klein budget gebouwd worden. Het werken van Venturi voor zijn moeder had wel zo zijn voordelen: zo was er geen deadline en Robert kon zijn creativiteit in het ontwerp de vrije loop laten gaan.
Vanna koos voor Chestnut Hill vanwege de status die de buurt had, maar ook omdat er weinig rumoerige buren zouden zijn en ze relatief veel privacy zou hebben. Gezien ze ervoor koos om geen grote veranda aan het huis te hebben zou ze voornamelijk op zichzelf zijn, naast nu en dan een bezoek van haar zoon op zondag. Echter, door de internationale invloed die het huis had in de architectuurwereld kwamen er regelmatig studenten en architecten naar het huis toe, die ze vriendelijk ontving.
De eerste schetsen voor het ontwerp werden gemaakt omstreeks 1959, rond de tijd dat Robert Venturi ook met zijn boek Complexity and Contradiction in Architecture begon. Veel van de thema's uit het boek zijn verwerkt in het huis. Om meer tijd vrij te maken voor het project verliet Venturi het architectenbureau van Louis Kahn waar hij toentertijd bij werkte. De schetsen zijn vrijwel allemaal gemaakt op vellum papier, met een liniaal en potlood.
Zijn breuk bij het bureau van Kahn betekende ook zijn breuk met het modernisme. Waar Kahn zijn ontwerpen baseerde op geometrische basisvormen, begon Venturi zich meer te richten op de architectuurgeschiedenis en de notie van complexiteit in de architectuur. Architectuurtheoreticus Vincent Scully stelde dat deze breuk tussen Kahn en Venturi uitgebeeld wordt in de gebroken gevel van het Vanna Venturi House.
Hoewel Robert hoofdverantwoordelijk was voor het ontwerp heeft Vanna soms ook zo haar invloed erop gehad. Toen het bouwproces ongeveer voor driekwart klaar was maakte Vanna de opmerking dat het 19e-eeuwse huis van de buren er ook wel mooi uitzag. Daarnaast was ze het niet eens met de keuze voor marmeren vloeren in de eetkamer, maar naarmate het huis vorderde nam ze daar vrede mee.

### Bouwgeschiedenis
Het ontwerp voor het huis werd meermaals veranderd vanwege de grote constructieve risico's welke verbonden waren aan het ontwerp. De schoorsteen was veel te groot om staande te blijven en moest worden bijgeschaald. Ook moest de buitentrap naar de kelder toe worden bijgewerkt, vanwege mogelijke afvoerproblemen.
De twaalf definitieve bouwtekeningen werden opgesteld door Arthur Jones, een toekomstige collega van Venturi en door Venturi ingeleverd op 24 mei 1963. Na het inleveren van de bouwtekeningen zijn er nog aanpassingen geweest aan het ontwerp, zoals het weghalen van een veranda aan de oostzijde van het huis. Venturi heeft zelf de details voor omlijsting en vorm van de kozijnen opgesteld en het huis tot in de details aan toe uitgewerkt. Hierdoor kan het ontwerp van het huis worden beschouwd als een gesamtkunstwerk.
De constructie werd doorgerekend door Keast & Hood, die later ook de ingenieurszijde van het door Venturi ontworpen Guild House zouden leveren. Edmund A. Moyer Sr. werd aangesteld als aannemer en er werd een budget opgesteld van $44.379 voor de bouw van het huis. Venturi en zijn college John Rauch hielden zelf ook toezicht op het bouwproces. De bouw begon in augustus 1963 en duurde in totaal 8 maanden. De totale kosten vielen met een eindbedrag van $54.430,16 hoger uit dan verwacht.

### Na de oplevering
Het huis werd op 1 april 1964 bewoond door Robert en Vanna Venturi. Vanna heeft uiteindelijk 9 jaar in het huis gewoond, tot 1973, toen ze vanwege haar verslechterende gezondheid naar een verzorgingshuis verhuisde, waar ze in 1975 overleed.
Robert Venturi heeft in dezelfde periode het huis bewoond op de bovenverdieping, sinds 1967 samen met zijn vrouw Denise Scott Brown.

### Eigendom na Venturi
Het huis werd door Vanna verkocht in 1973 aan Thomas en Agatha Hughes, aangezien Vanna aan het eind van haar leven gekomen was. Thomas P. Hughes was hoogleraar techniekgeschiedenis die een baan aangeboden werd aan de Universiteit van Pennsylvania. Zijn vrouw Agatha C. Hughes was ook werkzaam in deze sector.
De familie had nauw contact met Robert Venturi en Denise Scott Brown over het onderhoud van het huis. Ook buiten het huis om was er een warme band tussen de familie Hughes en Venturi; zo vierden de families meerdere jaren samen Thanksgiving.
Het huis is door de familie Hughes zelf ook meerdere keren gerenoveerd. Zo werd er in 2007 dubbel glas aangebracht in de ramen en werden sommige stukken metaal van het dak vervangen vanwege roest. Deze aanpassingen zijn echter nauwelijks zichtbaar, waardoor het huis nagenoeg dezelfde uitstraling heeft gehouden sinds de oplevering in 1964.
In 2015 kwam het huis te koop te staan. Aanvankelijk zou het huis voor $1.750.000 worden verkocht, maar voor deze prijs kon geen koper worden gevonden. Robert Venturi en Denise Scott Brown hebben overwogen het huis zelf te kopen, totdat er een tegenbod op het huis gedaan werd. Op 16 juni 2016 werd het huis dan toch verkocht voor $1.325.000 aan David Lockard, een jurist uit Philadelphia.
Ook Lockard kreeg regelmatig bezoek van Venturi en Scott Brown, tot het overlijden van Robert op 18 september 2018. De opvatting over het onderhoud verschilt tussen Lockard en Venturi en Scott Brown. Waar de Venturi's het huis het liefst in originele staat bewaard zouden willen zien, was Lockard van mening dat het aanpassen van het huis naar eigen smaak meer strookte met de originele opvatting van Venturi. Zo werden er familiefoto's gezet op de trap die nergens toe leidt en werd een stoel ontworpen door Venturi prompt in de kelder gezet.

## Locatie

### Kavel
Omdat het kavel tussen twee wegen in ligt heeft het huis twee adressen, 8339 Navajo Street en 8330 Millman Street. De oprit ligt echter aan de Millman Street en het kavel is ontoegankelijk vanaf de Navajo Street.
De kavel is grotendeels een grasveld, met een tuin op het zuiden parallel aan de Navajo Street. De totale kavelgrootte beslaat 3457 vierkante meter, waarvan 185 bebouwd.

### Buurt
De wijk Chestnut Hill ligt op een afstand van zo'n 14 km van het centrum van Philadelphia af en staat bekend als een wijk van de bovenklasse.
Chestnut Hill was opgericht rond het einde van de 17e eeuw door een van de eerste groepen Duitse immigranten naar de V.S., waaronder zich veel mennonieten, piëtisten en Quakers bevonden. Na de Amerikaanse Onafhankelijkheidsoorlog werd de wijk een populaire vakantieplek voor de inwoners van Philadelphia, die in de zomermaanden de stad verlieten om naar de hoger gelegen en daardoor koelere buurt te trekken. Hierdoor kwamen er ook vakantiewoningen van het rijkere deel van de bevolking in de buurt. Toen in 1854 en 1884 er spoorlijnen naar Chestnut Hill werden aangelegd nam de populariteit van de buurt wederom toe.

### Gebouwen in de omgeving
Naast de Victoriaanse huizen zijn er ook een aantal recentere noemenswaardige te vinden in Chestnut Hill, zoals het Margaret Esherick House, ontworpen door Louis Kahn, dat dicht in de buurt van het Vanna Venturi House staat. Daarnaast bevindt zich in de buurt de Cherokee Village van het architectenbureau van de oorspronkelijk Duitse architect Oscar Stonorov, waar Robert Venturi aan mee heeft gewerkt als tekenaar.

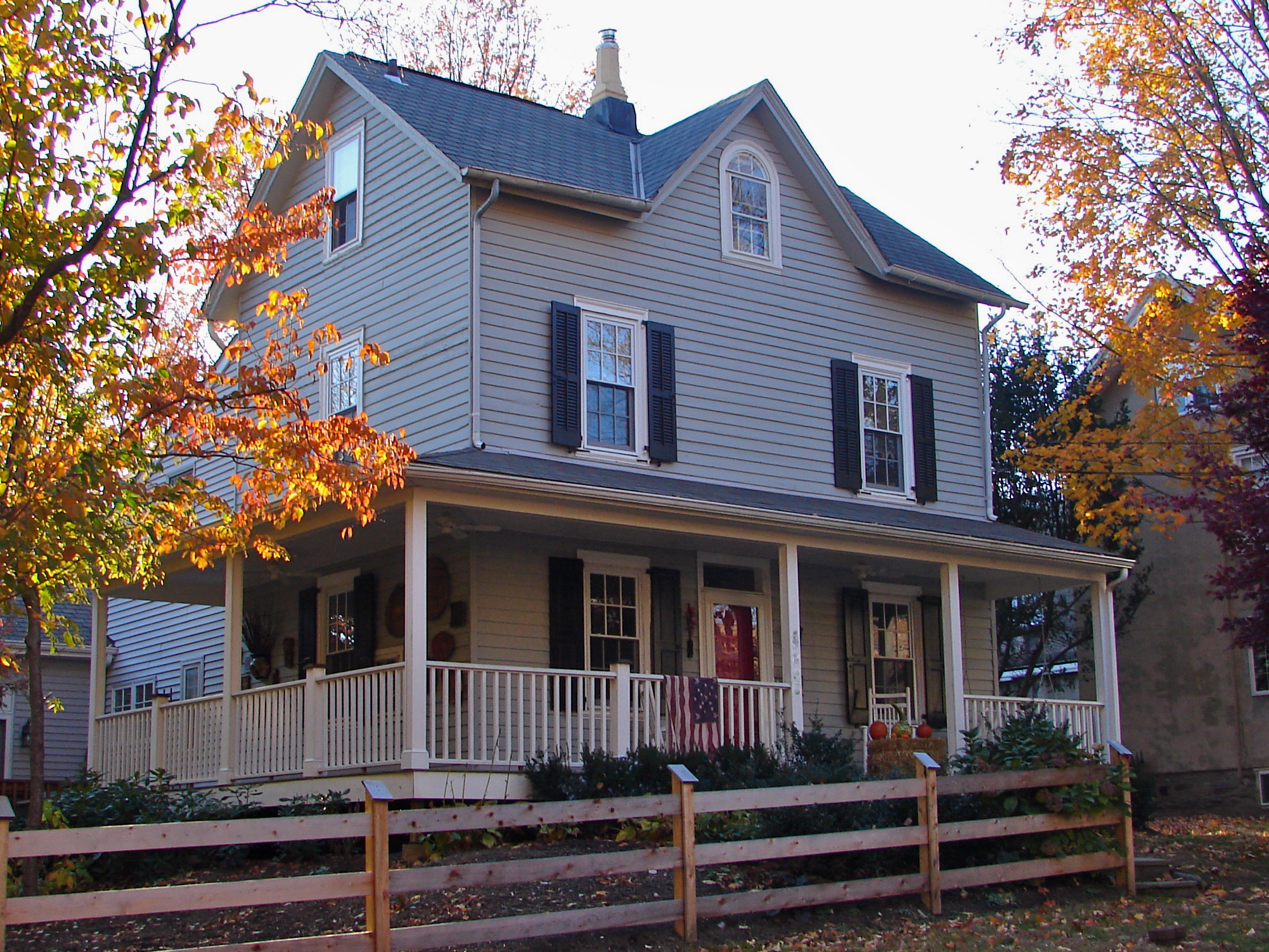
Het huis van de buren
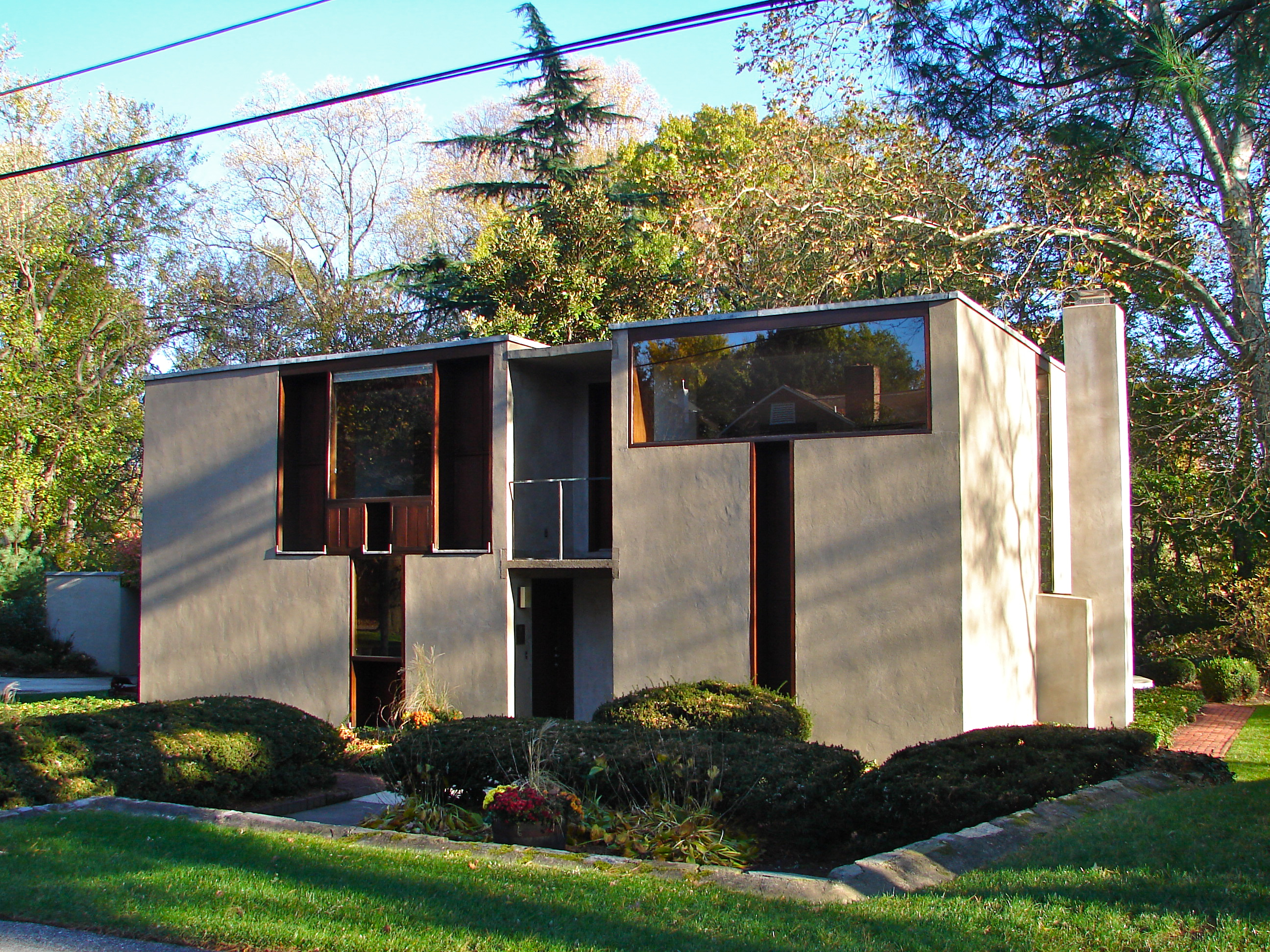
Esherick House van Louis Kahn
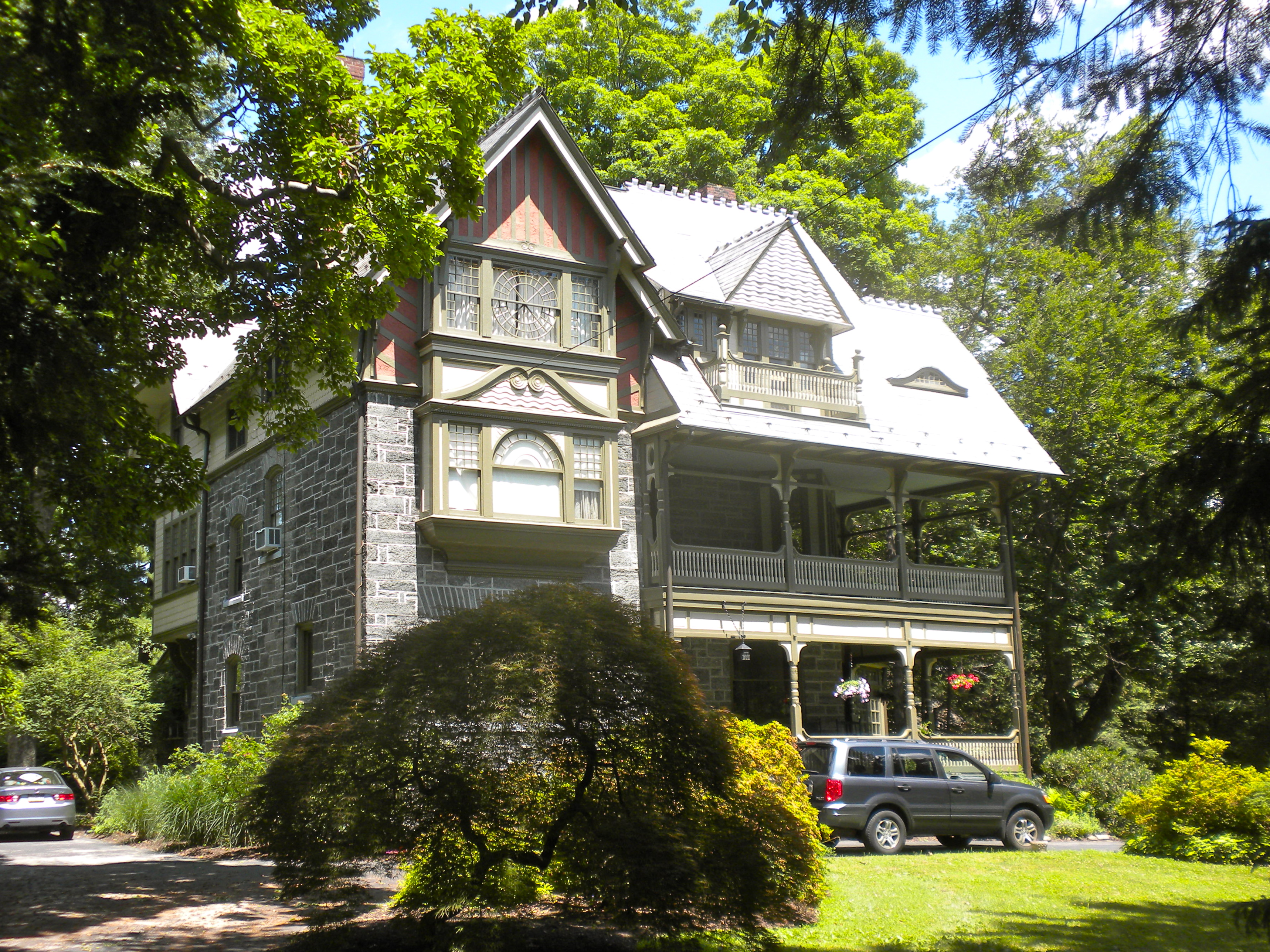
Het Houston-Sauveur House in de buurt van het huis
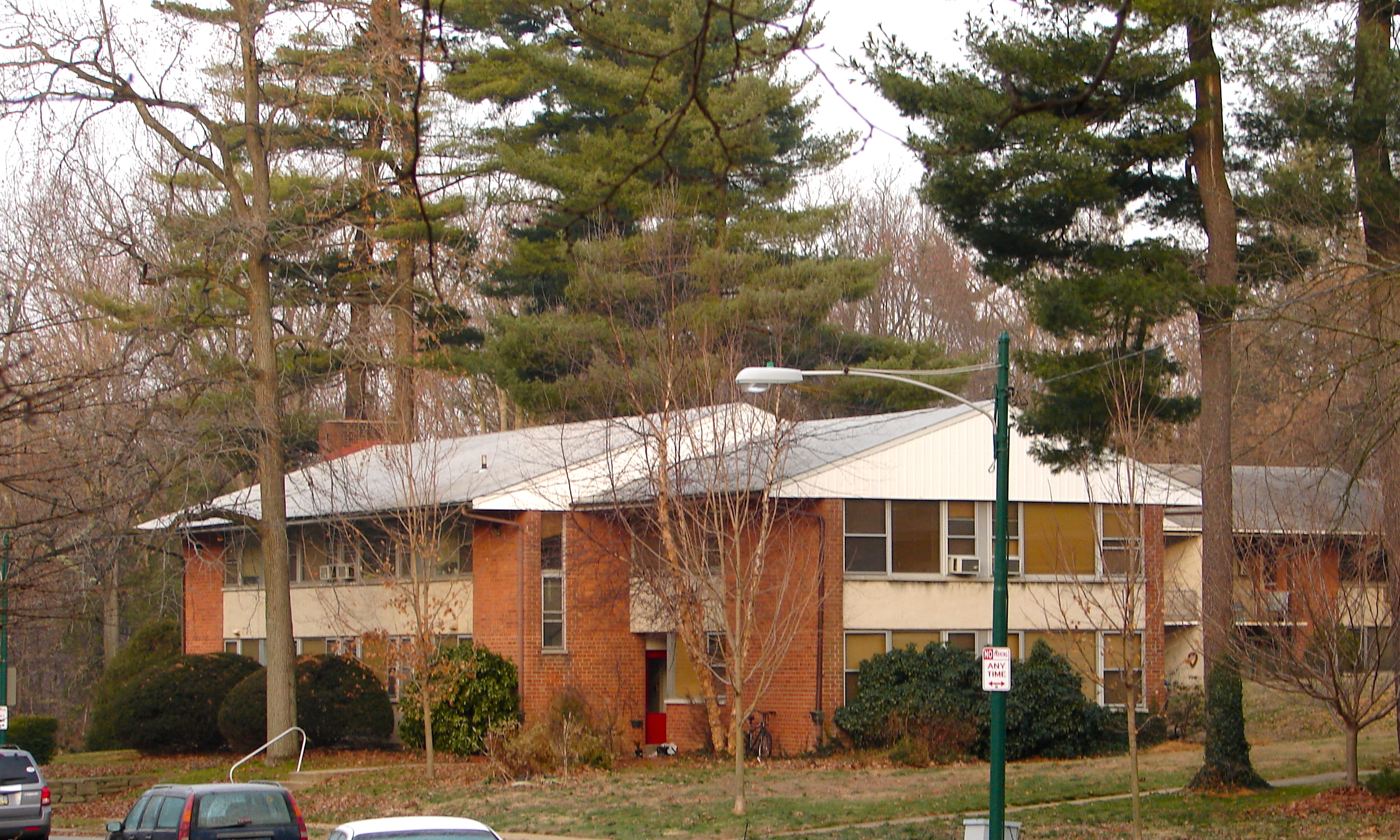
Cherokee Village van Oscar Stonorov, waar Venturi aan mee heeft gewerkt

## Ontwerp

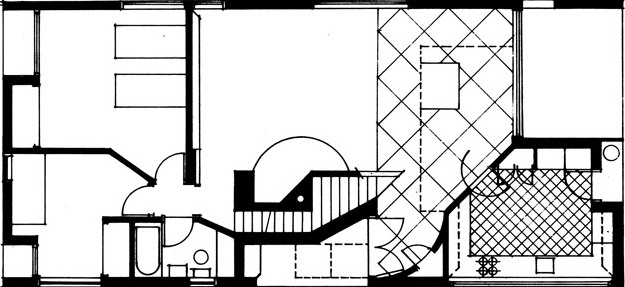
Plattegrond van de begane grond van het huis.

### Vorm
De vorm van het huis is in opzet vrij simpel: de plattegrond is een rechthoek van 9 bij 18 m, evenzo is de façade gebaseerd op de afmetingen van deze rechthoek. Maar, het huis is verre van simpel aan de binnenzijde. Zo bevatten de binnenwanden ronde, schuine en rechte hoeken, zonder enige schijnbare logica, zijn er vele ornamenten geplaatst en verwijzingen naar de architectuurgeschiedenis.
Van een afstand lijkt de voorgevel symmetrisch te zijn, volgens sommigen een verwijzing naar de symmetrie van de monumentale gevels van Andrea Palladio. Echter, naarmate men dichterbij komt vallen er meer en meer asymmetrische elementen op: de daadwerkelijke schoorsteen is links van het midden geplaatst, de ramen zijn niet gelijk en de ingang bevindt zich niet direct onder de schoorsteen, maar om een hoek.
De afwerking aan de voorgevel is bewust minimaal gelaten, om het huis als een soort kindertekening van een huis te doen ogen.

### Indeling
Als men het huis binnenkomt via de voordeur, komt men met een bocht de eetkamer binnenlopen. De eetkamer is gekoppeld aan de woonkamer, maar onderscheidt zich hiervan door een ander type vloer.
Vanwege de hoge leeftijd van Vanna zijn de badkamer en een slaapkamer op de begane grond geplaatst. Venturi woonde zelf een paar maanden op de bovenverdieping, waar dan ook een kleine badkamer te vinden is. Verder is er ook een slaapkamer voor gasten te vinden op de begane grond, waardoor het totale aantal slaapkamers op drie neerkomt.

### Kleur
Het huis is grijsgroen geverfd aan de buitenkant, over een laag stucwerk heen. Aanvankelijk zou het huis wit of grijs gestuukt worden, maar dat veranderde toen Venturi een interview met Marcel Breuer las. Hierin stelde de modernistische bauhausarchitect Breuer dat geen enkel goed ontworpen huis groen geverfd zou moeten worden. De kleur was ook gekozen om beter te stroken met de groene omgeving van het huis.

## Ontwerpfilosofie
This building recognizes complexities and contradictions: it is both complex and simple, open and closed, big and little; some of its elements are good on one level and bad on another; its order accommodates the generic elements of the house in general, and the circumstantial elements of a house in particular. It achieves the difficult unity of a medium number of diverse parts rather than the easy unity of few or many motivational parts.
— Robert Venturi, uit "Complexity and Contradiction in Architecture", p118

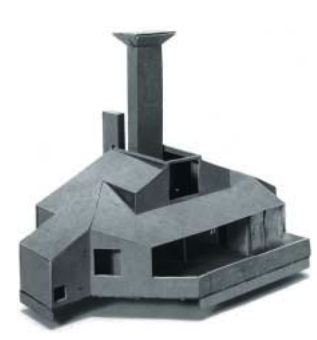
Een eerdere variant van het ontwerp, waarin het huis metaforisch een middelvinger opsteekt tegenover het modernisme. Vanwege de instabiliteit van deze schoorsteen is dit ontwerp niet uitgevoerd.

Het Vanna Venturi House verwezenlijkt de ideeën welke Venturi in zijn boek "Complexity and Contradiction in Architecture" geponeerd heeft. In dat opzicht is het huis een tegenpool van de modernistische Villa Savoye door Le Corbusier, die in het ontwerp zijn vijf elementen van de nieuwe architectuur verwezenlijkte.

### Tegen het modernisme
Le Corbusier stelde dat een huis op zuilen (piloti's) zou moeten staan, een dakterras moet bevatten, geen interne draagmuren moet hebben, horizontale strookramen moet bevatten en de façade niet belemmeren door draagstructuren. Het Vanna Venturi House staat pal op de grond, heeft een zadeldak (hoewel met een terras aan de achterzijde) en dragende muren aan de binnenzijde.
In tegenstelling tot de modernistische opvatting waarin elk element nuttig moet zijn voor het geheel, past Venturi meerdere ornamenten toe in en om het huis, zoals de fronton.
Venturi neemt niet volledig afstand van het modernisme. Zo wordt er nog steeds geabstraheerd in de gevel en worden de horizontale strookramen van Le Corbusier toegepast in de voorgevel.
In het modernisme werd deze opvatting echter ook niet altijd nagevolgd. Zo kent de door Ludwig Mies van der Rohe ontworpen Seagram Building bronzen I-profielen aan de buitenzijde, welke zijn aangebracht als ornament. De aard van het ornament ligt anders bij de Seagram Building dan bij het Vanna Venturi House. Bij het eerste gebouw wordt met het ornament verwezen naar de achterliggende constructie van het gebouw, waar bij het tweede het ornament een verwijzing is naar de architectuurgeschiedenis.

### Tegenstrijdigheden
Het ontwerp is op vele wijzen tegenstrijdig, in de zin dat er niet één definitieve uitspraak over het huis kan worden gedaan. Het huis is bijvoorbeeld groot en klein tegelijkertijd, zo is de open haard veel te groot voor de woonkamer, zijn de deuren aanzienlijk wijder dan de standaardmaat, de reling van de trap hoger dan normaal. Anderzijds zijn er veel te kleine kastjes te vinden in de hal, is de totale verkeersruimte (gangen en trappen) in het huis minimaal en is het huis met 9 meter hoogte niet aanzienlijk groot.

### Complexiteit
Het huis is complex en simpel tegelijkertijd. Zo worden er veel historiserende elementen zoals het gebroken fronton dusdanig geabstraheerd dat ze enkel een lijn zijn, maar nog steeds de zelfde betekenis kunnen overbrengen. Het ontwerp was zo bedoeld als statement tegen het gedachtegoed van het modernisme. Zo wordt er bewust gebroken met modernistische credo's zoals 'Less is more' (minder is meer) en 'form follows function' (vorm volgt functie). Dit komt goed naar voren in het feit dat er overal in het huis ornamenten zijn aangebracht.
Echter, het huis schuwt het modernisme niet helemaal. Zo vallen er enkele ideeën van Le Corbusier terug te vinden in het ontwerp, zoals de strookramen aan de voorgevel. Robert Venturi zegt zelf ook niet een aanval op het modernisme te willen beginnen, maar om een andere kijk op zaken te geven.

### Historiciteit
Het ontwerp refereert aan vele historische architectonische elementen, met name die uit de barok en het maniërisme. Voorbeelden hiervan zijn het Porta Pia in Rome, ontworpen door Michelangelo in 1561 en delen van de Villa Barbaro door Andrea Palladio met behulp van Allessandro Vittoria uit 1560. Door sommigen is de trap die nergens naar leidt ook een verwijzing naar Michelangelo, specifiek naar de trap in de Laurenziana bibliotheek in Florence.
Maar ook naar het modernisme worden verwijzingen gemaakt, zoals naar het Casa "Il Girasole" in Rome uit 1950, ontworpen door Luigi Moretti. Hoewel dit appartementencomplex strikt genomen niet postmodernistisch is, zijn er verwijzingen gemaakt naar het maniërisme door de suggestie van een gebroken fronton te wekken. Venturi zelf verwijst ook naar dit gebouw in zijn boek "Complexity and Contradiction in Architecture".

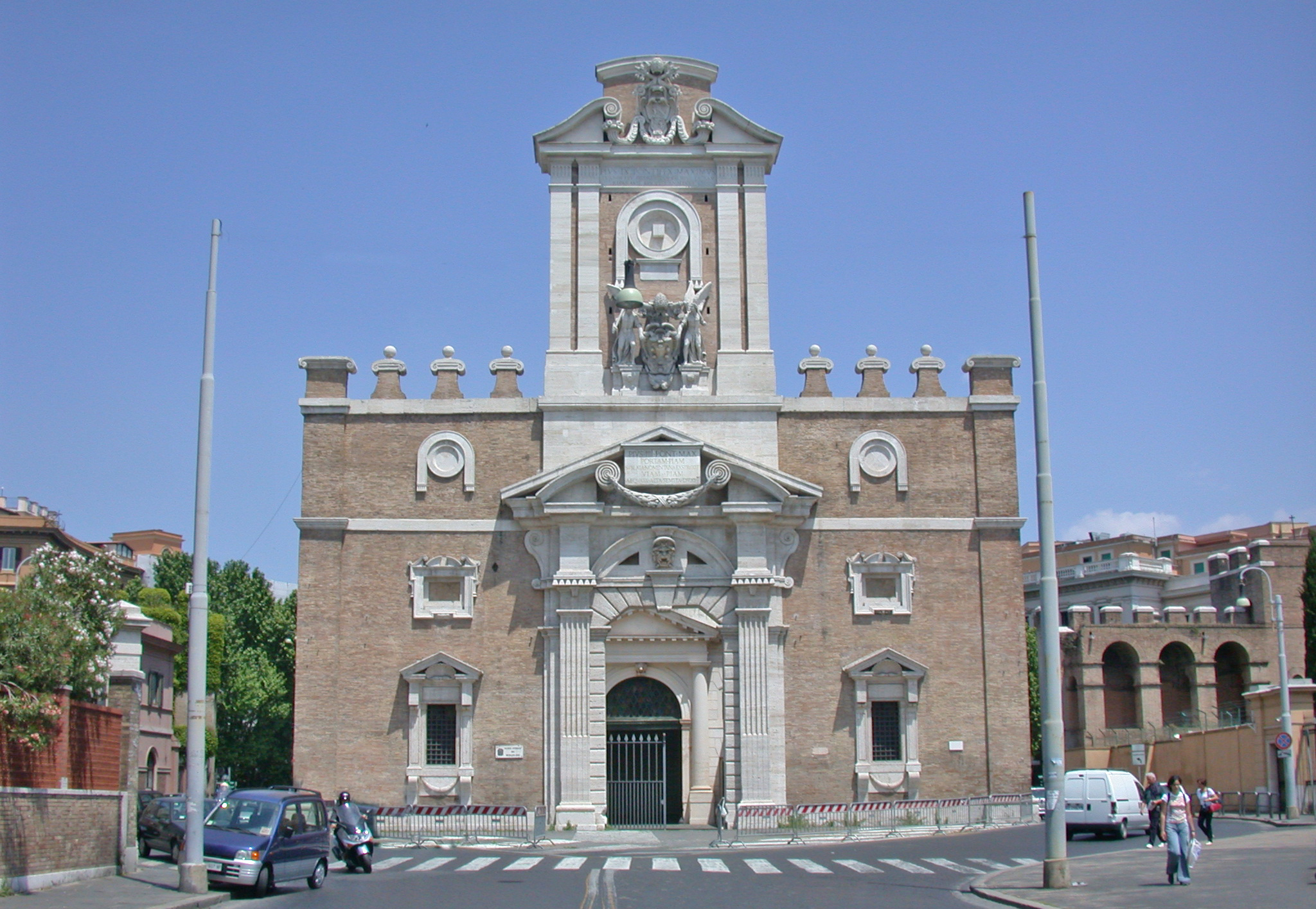
Het Porta Pia in Rome (1561)
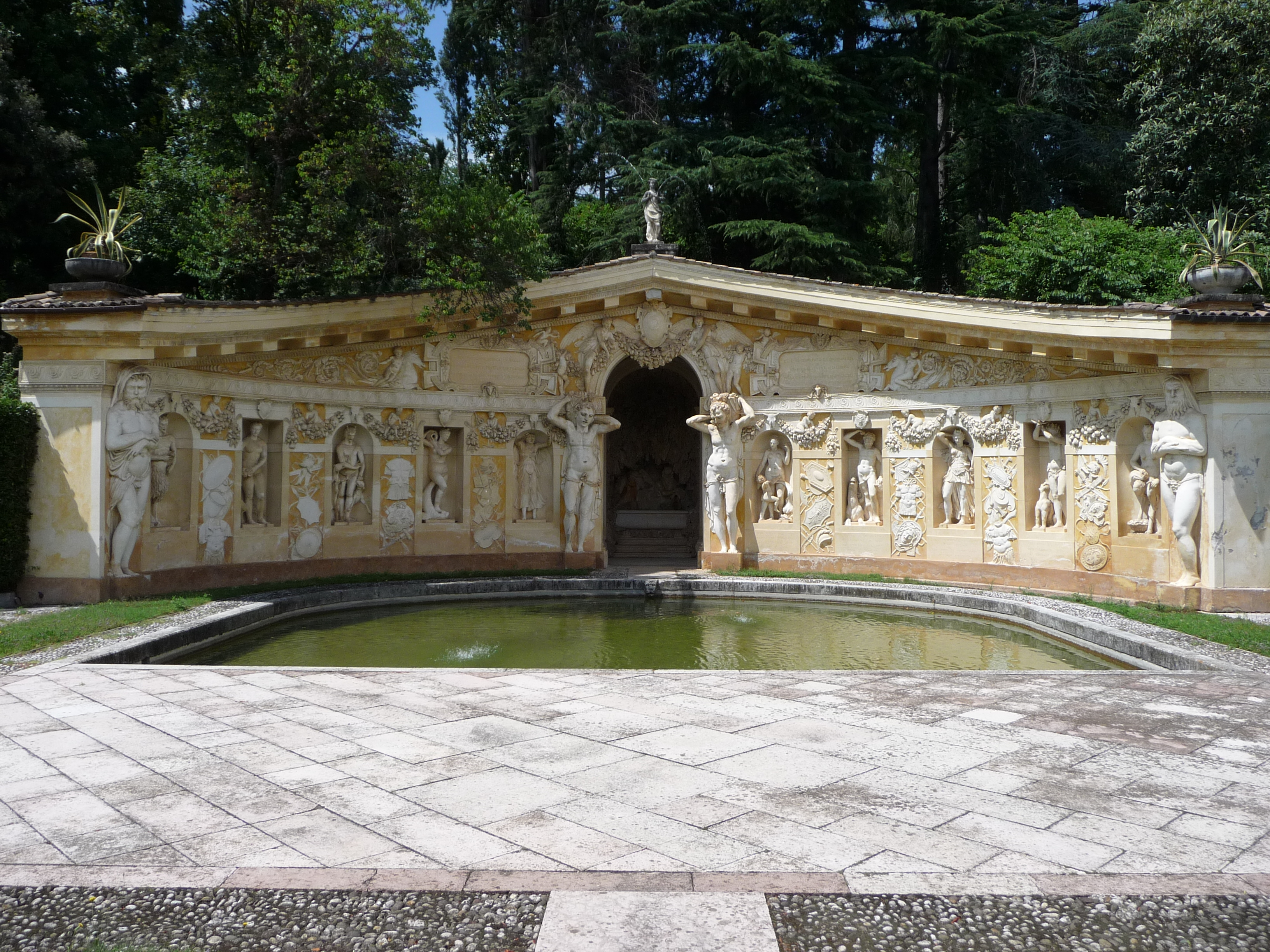
Het nymphaeum van de Villa Barbaro (1560)
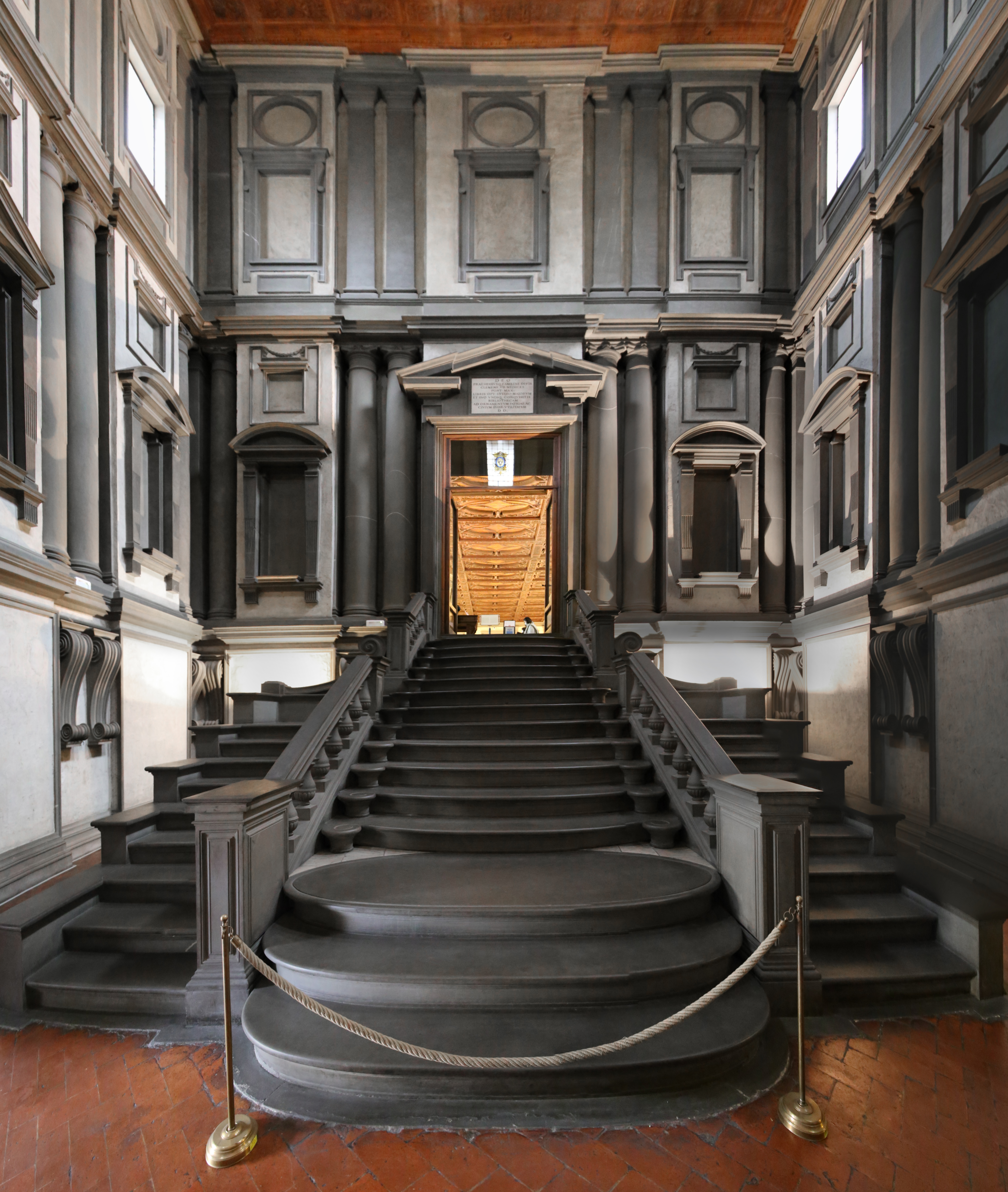
De trap in de vestibule van de Laurenzia bibliotheek in Florence (1550)
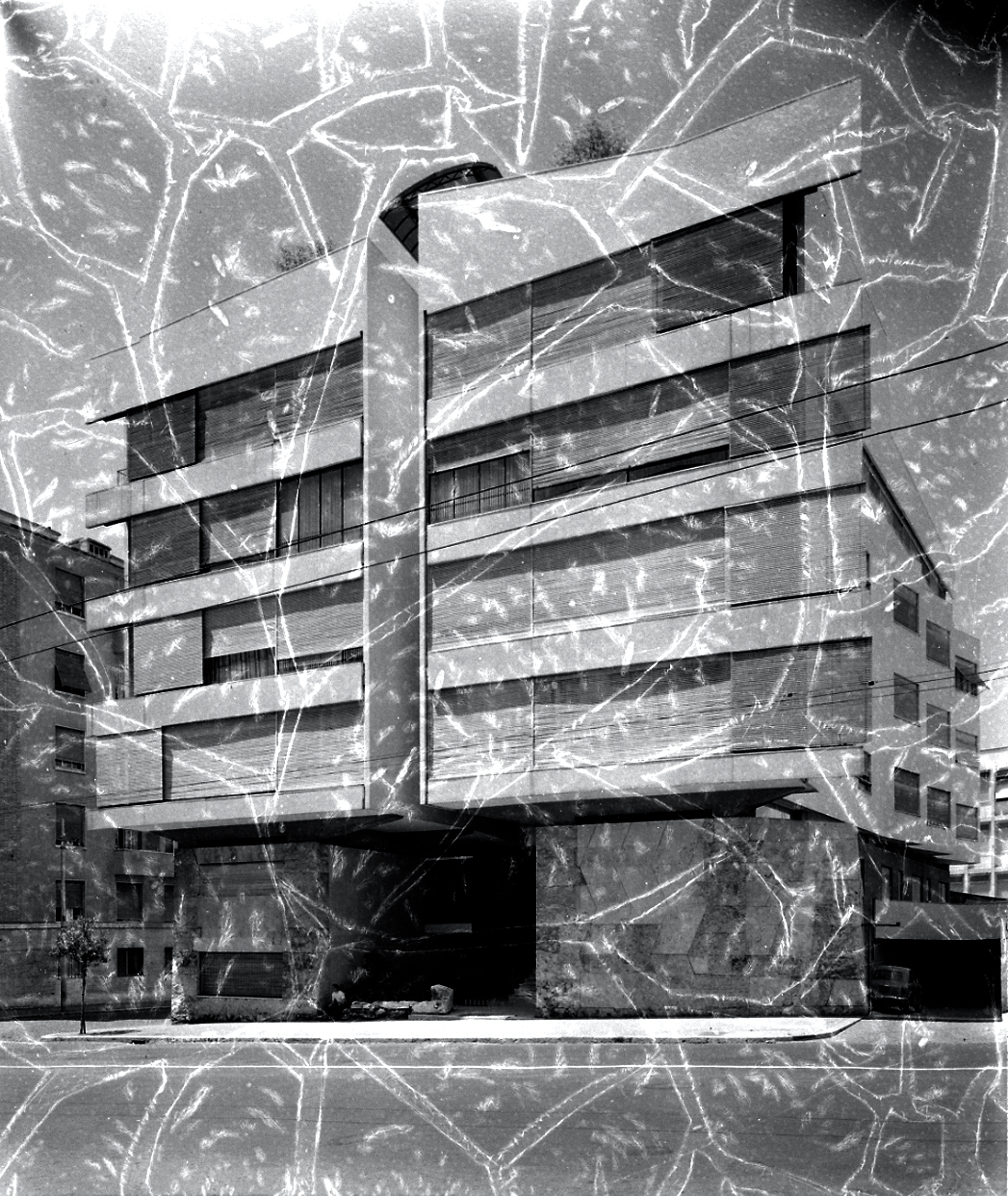
Casa "Il Girasole" in Rome (1950)

## Invloed
Hoewel Venturi zelf afstand heeft genomen van het postmodernisme als overkoepelende stroming, betekende het huis het startschot voor de postmodernistische architectuur en het begin van het einde voor modernisme als overheersende architectuurstijl.
Ook in Nederland heeft het Vanna Venturi House gediend als inspiratie voor architecten zoals Sjoerd Soeters, Jos van Eldonk en Wilfried van Winden.

## Ontvangst
Het ontwerp was niet geheel zonder kritiek. Een opvallende opponent van het ontwerp van het Vanna Venturi House was Louis Kahn, de voormalige werkgever van Robert Venturi. In 1969 noemde Kahn het huis 'levenloze abstracties welke de theorieën van Venturi illustreren, maar op zichzelf inadequaat functioneren'.
Ook schreef architectuurtheoreticus Collin Rowe in 1967 in een verslag het volgende over het huis

Deploring the unaccommodating simplicity which he associates with the International Style and its continued influence, Venturi discovers most of his inadequately reproduced illustrative material in the architecture of the sixteenth to the eighteenth centuries. In other words, via a catalogue of Mannerist motifs, Venturi explains in detail those visual phenomena which excite and inspire him.
— Collin Rowe

Echter, er was ook lovende kritiek te vinden, van onder meer Aldo Rossi, die in 1991 stelde dat het huis 'de architectuur in Amerika en daar buiten heeft bevrijd'. Peter Eisenman noemde het 'het eerste Amerikaanse gebouw welke enerzijds voorstelt om te breken met de ideologie van het modernisme, terwijl het toch op deze traditie is gegrondvest'.
Architectuurcriticus Robert A. M. Stern zag het huis als 'het vinden van de wonderlijke relatie tussen architectuur en geschiedenis'.

### Prijzen
In 1989 kreeg het huis de Twenty-five Year Award toegereikt van het American Institute of Architects. Deze prijs wordt 25 jaar na het eerste ontwerp toegekend aan gebouwen ontworpen door Amerikaanse architecten wier werk na 25 jaar nog steeds invloedrijk is in de architectuurwereld.
In 2015 kreeg het huis de 50 Year/Timeless Award toegereikt van de lokale afdeling van de American Institute of Architects in Pennsylvania. Het doel van deze prijs is nagenoeg gelijkt aan de Twenty-Five Year Award, alleen op een schaal van 50 jaar en lokaal uitgereikt.

### Postzegels
In 2005 bracht de United States Postal Service de postzegelserie 'Masterworks of Architecture' uit, waarop twaalf Amerikaanse gebouwen uit de 20e eeuw worden afgebeeld. De postzegels zijn ontworpen door Margaret Bauer en het eerste vel werd verkocht in Las Vegas op 19 mei van dat jaar.

### Musea en tentoonstellingen
Enkele kartonnen maquettes en schetsen van het huis behoren tot de collectie van het Museum of Modern Art in New York. Het museum heeft deze maquettes opgenomen als een van zijn 375 'Highlights' in de collectie.
Een van de eerste tentoonstellingen over Venturi was in 1982 in de Max Protetch Gallery in New York. Hoewel deze tentoonstelling voornamelijk zijn werk uit de jaren 1970 toonde, waren er ook enkele tekeningen van het Vanna Venturi House te vinden.
De maquettes en bouwtekeningen van het huis zijn tussen 10 juni en 5 augustus 2001 tentoongesteld in het Philadelphia Museum of Art en reisde vervolgens door naar San Diego in 2002 en Pittsburgh in 2003, als onderdeel van de tentoonstelling "Out of the Ordinary: The Architecture and Design of Robert Venturi, Denise Scott Brown and Associates".
Tussen 29 oktober 2009 en 5 februari 2010 werd een maquette van het huis tentoongesteld op de architectuurfaculteit van Yale als onderdeel van de tentoonstelling "Learning from "Learning-from"" over het boek Learning from Las Vegas, geschreven door Venturi en Scott Brown.
De trap die nergens naar leidt werd nagebouwd voor de tentoonstelling 'Architecture Itself and Other Postmodernist Myths', welke van 7 november 2018 tot 7 april 2019 te zien was in het Canadian Centre for Architecture. Het doel van deze tentoonstelling was om een algemeen overzicht te geven van de ontwikkeling van de postmodernistische architectuur tussen de jaren 1960 en 1990, met werken van onder meer Robert Venturi, John Hejduk, Michael Graves en Aldo Rossi.

## Galerij

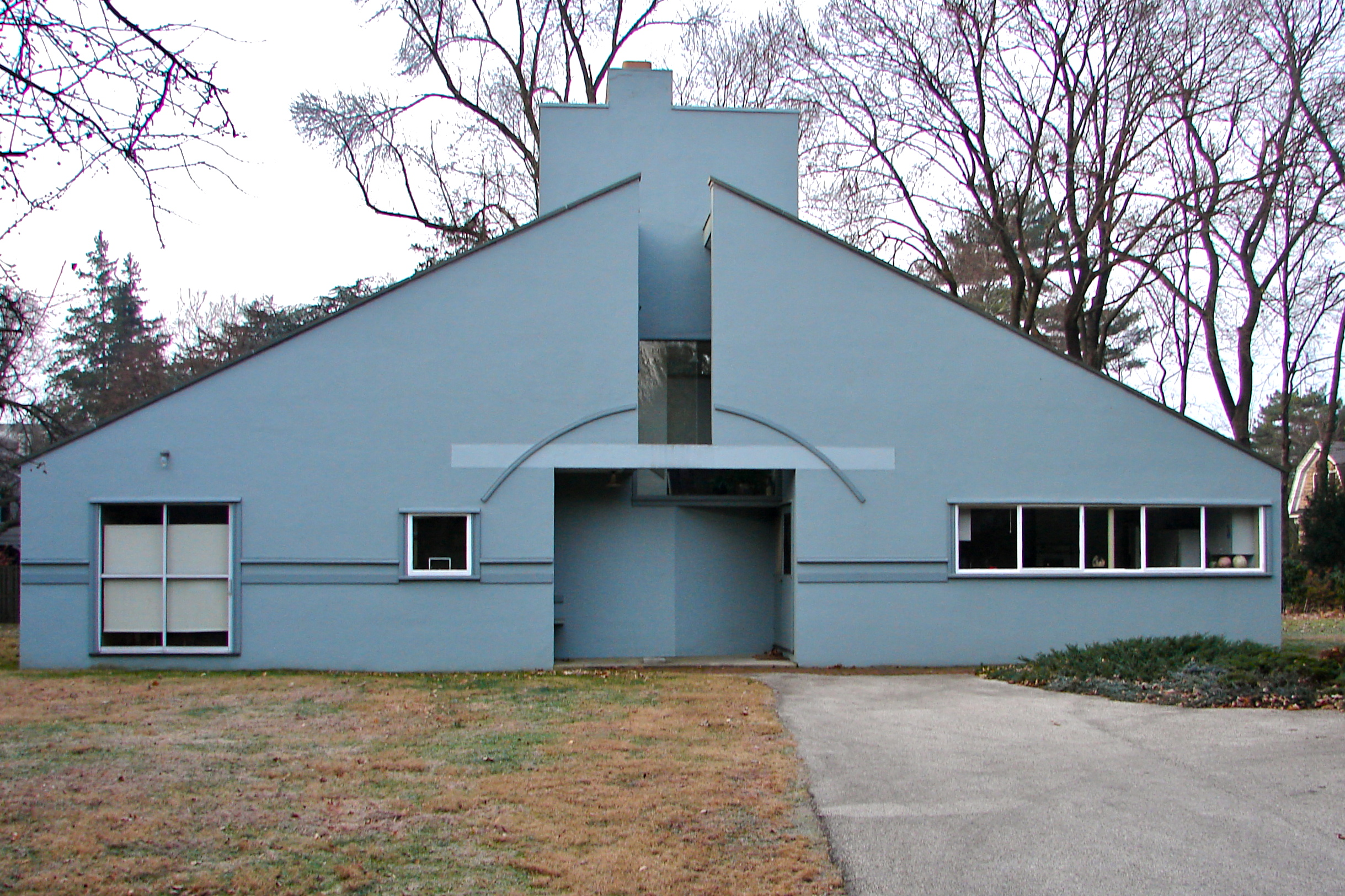
Voorgevel van het huis in 2010
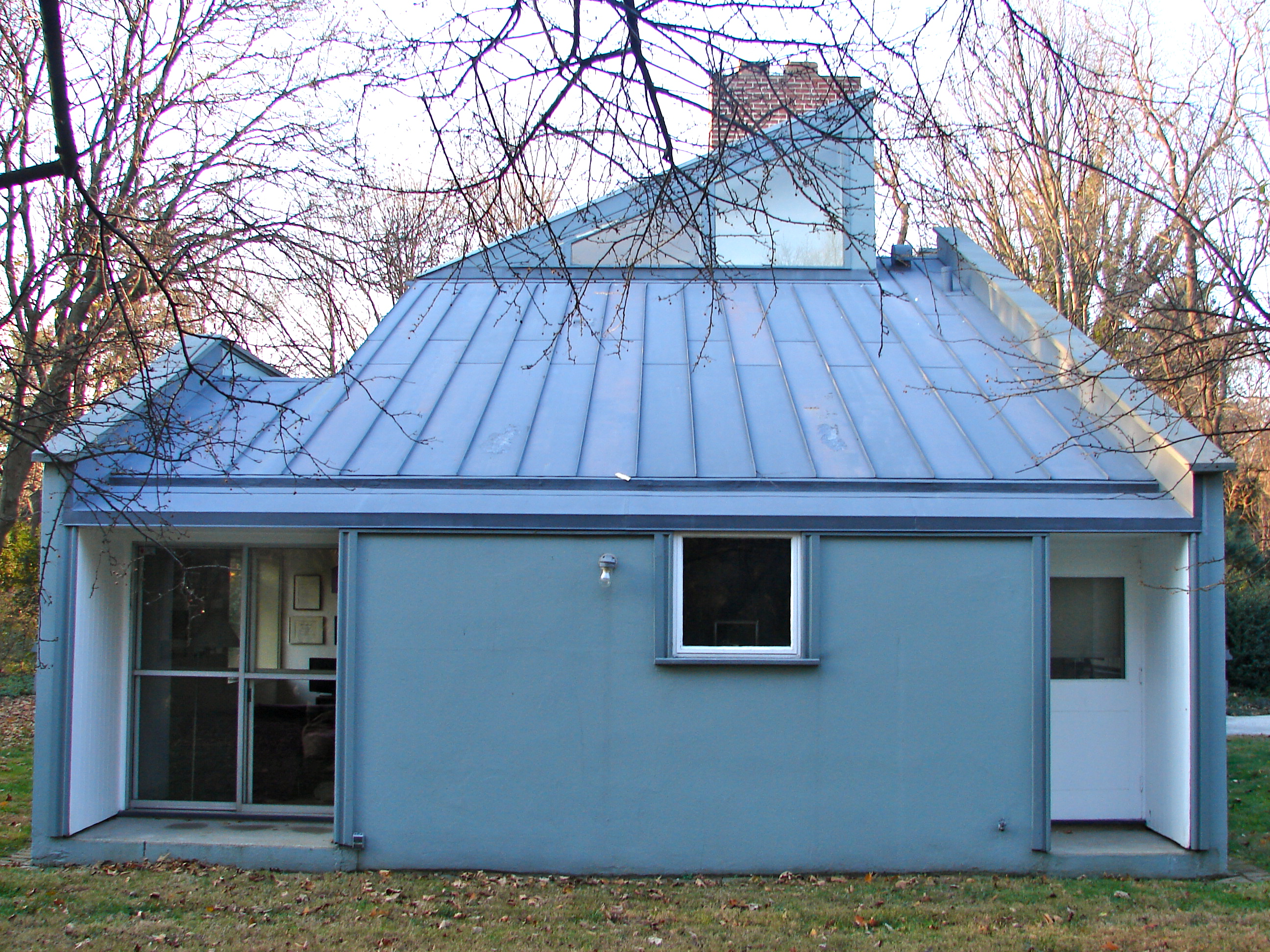
Zijgevel van het huis, met het verlaagde dak
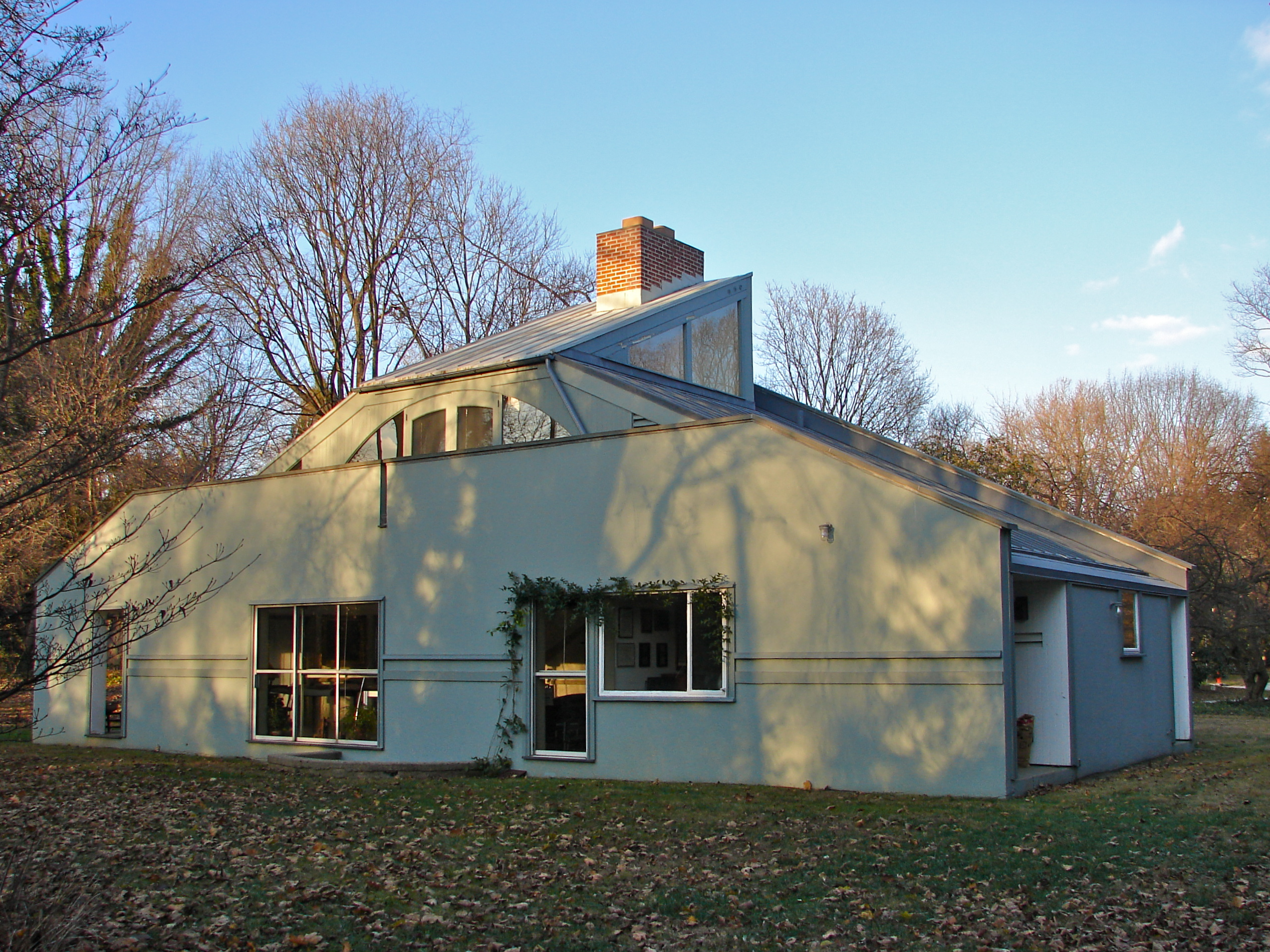
Achtergevel van het huis
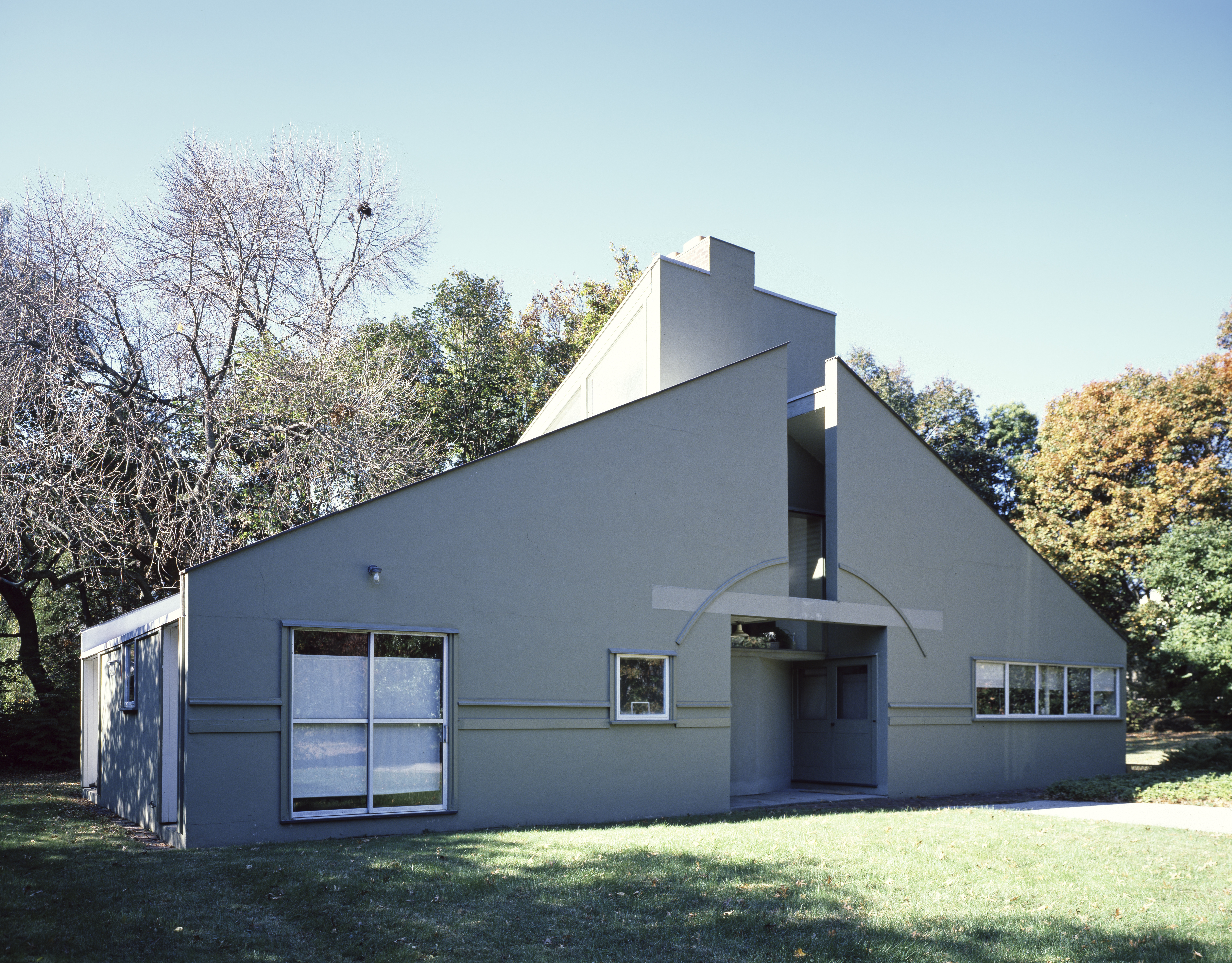
Het huis vanaf de grond gezien